# Leopold Nitsch
Leopold Nitsch (14 août 1897-janvier 1977) est un footballeur et entraîneur autrichien. Il évoluait au poste d'attaquant.

## Biographie
Attaquant du Rapid Vienne de 1915 à 1928, il est international autrichien entre 1915 et 1925 à trente-cinq reprises.
Il entame ensuite une carrière d'entraîneur : il est le sélectionneur de la Bulgarie aux JO de 1924, qui est éliminée au premier tour. Puis de 1936 à 1945 il entraîne le club du SK Rapid Vienne.